# Lera
Lera (macedónul: Лера, albánul Lera) település Észak-Macedóniában, a Pelagonijai körzet Bitolai járásában.

## Népesség
| Lakosok száma | 442  | 485  | 395  | 378  | 444  | 273  | 153  | 122  | 110  |
|               | 1948 | 1953 | 1961 | 1971 | 1981 | 1991 | 1994 | 2002 | 2021 |

2002-ben 122 lakosa volt, akik közül 85 albán, 36 macedón, 1 szerb.